# Радомірешть (комуна)
Радомірешть, Радомірешті (рум. Radomirești) — комуна у повіті Олт в Румунії. До складу комуни входять такі села (дані про населення за 2002 рік):
- Келінешть (1186 осіб)
- Кречуней (880 осіб)
- Пояна (424 особи)
- Радомірешть (1639 осіб)

Комуна розташована на відстані 118 км на захід від Бухареста, 42 км на південний схід від Слатіни, 72 км на схід від Крайови.

## Населення
За даними перепису населення 2002 року у комуні проживали 4129 осіб.
Національний склад населення комуни:
| Національність | Кількість осіб | Відсоток |
| -------------- | -------------- | -------- |
| румуни         | 4127           | > 99,9%  |
| угорці         | 1              | < 0,1%   |
| греки          | 1              | < 0,1%   |

Рідною мовою назвали:
| Мова      | Кількість осіб | Відсоток |
| --------- | -------------- | -------- |
| румунська | 4127           | > 99,9%  |
| угорська  | 1              | < 0,1%   |
| грецька   | 1              | < 0,1%   |

Склад населення комуни за віросповіданням:
| Релігія       | Кількість осіб | Відсоток |
| ------------- | -------------- | -------- |
| православні   | 4116           | 99,7%    |
| адвентисти    | 6              | 0,1%     |
| п'ятдесятники | 3              | 0,1%     |
| римо-католики | 2              | < 0,1%   |
| реформати     | 1              | < 0,1%   |
| лютерани      | 1              | < 0,1%   |